# Aphelandra espirito-santensis
Aphelandra espirito-santensis är en akantusväxtart som beskrevs av S.R. Profice och D.C. Wasshausen. Aphelandra espirito-santensis ingår i släktet Aphelandra och familjen akantusväxter. Inga underarter finns listade i Catalogue of Life.